# جون هيندريكس
جون هيندريكس (بالإنجليزية: John Hendricks)‏ هو شخصية أعمال أمريكي، ولد في 29 مارس 1952 في ماتيوان في الولايات المتحدة.